# Моратти, Витторино
Витторино Моратти (итал. Vittorino Moratti; 1877, Комун-Нуово — 1944, Сале) — итальянский пианист и музыкальный педагог.
Окончил Музыкальный институт имени Доницетти в Бергамо (1900), ученик Алессандро Маринелли. Затем совершенствовался в Берлинской высшей школе музыки у Карла Генриха Барта. Поступил аккомпаниатором в вокальную школу Джованни Баттиста Ламперти в Милане и в короткое время завоевал исключительное доверие известного педагога, а после смерти Ламперти в 1910 году унаследовал его школу. Пользовался европейской репутацией, среди его учеников вокалисты разных стран (в частности, Хелена Козловска, Ина Спани, Харриет ван Эмден). В 1923—1926 гг. занимал пост директора в Музыкальном институте Бергамо, одновременно исполняя обязанности хормейстера базилики Санта Мария Маджоре. Затем вплоть до 1939 года преподавал в Миланской консерватории, после чего был приглашён в Моцартеум, но из-за ухудшившегося здоровья почти сразу вернулся в Италию.